# Isle of Dogs

Isle of Dogs na tle środkowego i wschodniego Londynu

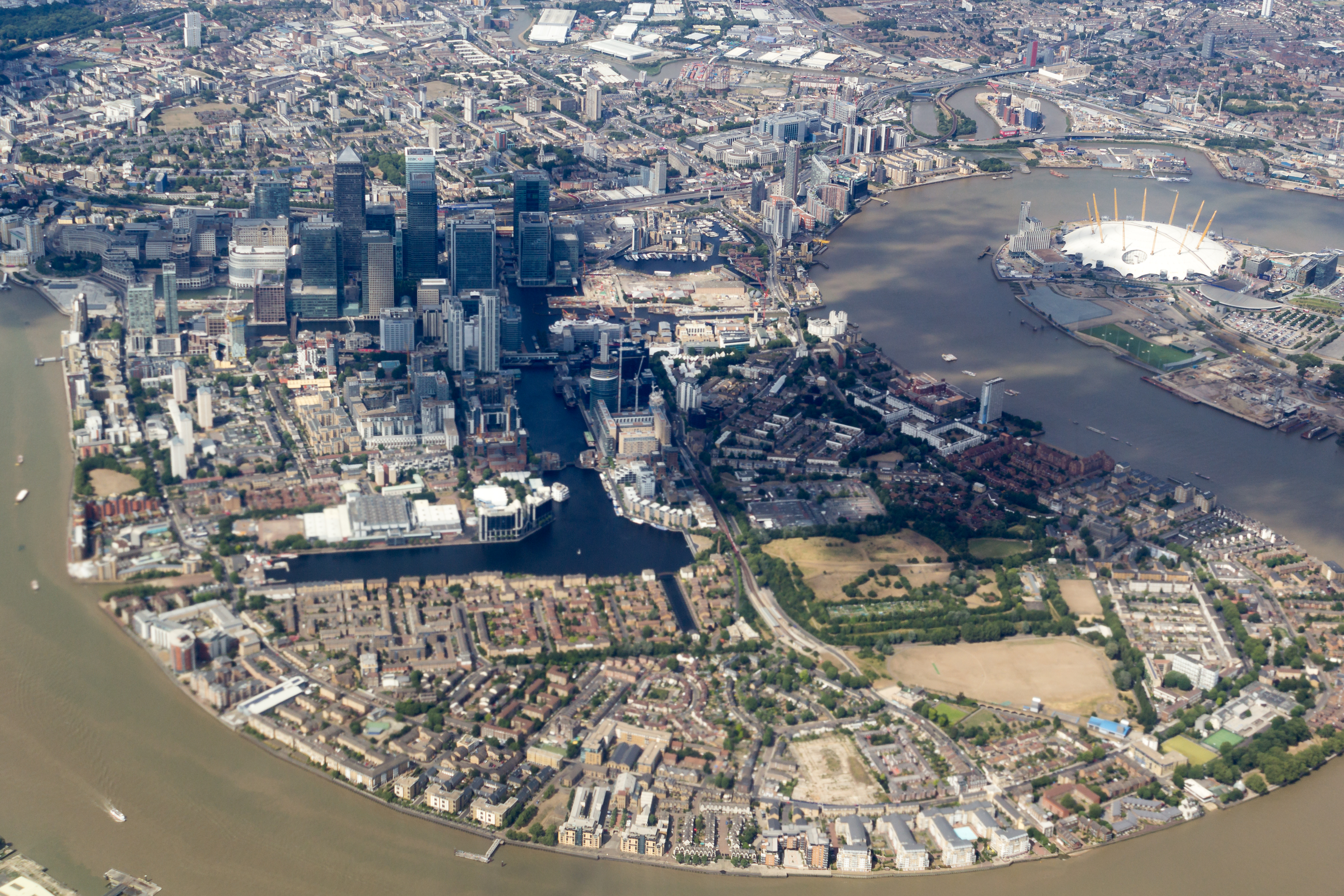
Isle of Dogs z lotu ptaka

Isle of Dogs – dzielnica Londynu, we wschodniej części miasta, na terenie gminy Tower Hamlets, w zakolu Tamizy, która opływa ją od zachodu, południa i wschodu, część większej dzielnicy portowej (Docklands).

## Historia
Teren ten był pierwotnie podmokły, położony poniżej poziomu wody podczas pełnego przypływu. Jego osuszenie miało miejsce najprawdopodobniej w średniowieczu. W drugiej połowie XII wieku wzniesiono tu kaplicę, jednak obszar ten pozostawał zasadniczo niezabudowany i wykorzystywany rolniczo – pierwotnie pod pola uprawne, a co najmniej od XV wieku pod pastwiska. Nazwa Isle of Dogs (dosłownie „wyspa psów”) została po raz pierwszy odnotowana w XVI wieku. Jej pochodzenie nie jest znane – według jednej z licznych teorii, mogły się tu znajdować królewskie psiarnie. W XVII i XVIII wieku wzniesiono tu liczne wiatraki (w szczytowym okresie było ich dwanaście), ostatnie funkcjonowały jeszcze na początku XIX wieku.
W 1802 roku Isle of Dogs została odcięta od stałego lądu przez wykopane na północy doki West India Docks. Wyspa została stopniowo zabudowana w pierwszej połowie XIX wieku. Dominowała zabudowa przemysłowa, w tym liczne stocznie, oraz osiedla robotnicze. Dzielnica zachowała charakter przemysłowy do lat 70. XX wieku. W 1980 roku zamknięto podupadające doki i rozpoczęto projekt rewitalizacji dzielnicy, obejmujący budowę kolei miejskiej Docklands Light Railway oraz osiedli apartamentowców. Na północ od Isle of Dogs równolegle powstał kompleks biurowy Canary Wharf.